# 申珏秀
申珏秀（韓語：신각수、1955年1月16日—），韓國外交官。2011年至2013年間曾任韓國駐日本大使。現任韓國外交安保研究院院長。

## 經歷
- 1977年、漢城大學（現首爾大學）法學科畢業
- 1979年、修畢漢城大學校大研究所課程
- 1986年、大韓民國駐日本大使館一等秘書
- 1991年、漢城大學研究所博士課程結業
- 1995年、駐聯合國代表部參事
- 2006年、駐以色列大使
- 2009年、外交通商部第1次長
- 2011年6月、駐日本大使（至2013年5月）

## 榮譽
- 2013年5月28日獲頒旭日大綬章